# Союз комуністів Чорногорії
Союз комуністів Чорногорії (сербохорв. Савез комуниста Црне Горе, Savez komunista Crne Gore) - комуністична партія Чорногорії, створена у 1948 році. Правляча партія в СР Чорногорії, підпорядкована Союзу комуністів Югославії. 

## Кінець
На перших багатопартійних виборах у Чорногорії в грудні 1990 року партія здобула переконливу перемогу і отримала 56.2 % голосів.
В червні 1991 року Союз комуністів Чорногорії змінив назву Демократична партія соціалістів Чорногорії.